# Кук, Тед (баскетболист)
Теодор Уокер Кук (англ. Theodore Walker Cook; 15 апреля 1921, Бекли, Западная Виргиния — 19 мая 1990, Ноксвилл, Теннесси) — американский баскетболист, выступавший на позиции защитника.

## Биография
Кук родился и вырос в Бекли, Западная Виргиния. В первой половине 1940-х учился в Университете Теннесси, где играл за баскетбольную команду. В 1943 году записался офицером резерва армии США и дрессировал боевых собак во время Второй мировой войны. После войны на год вернулся в университет. Выставлялся на Драфт БАА 1947 года, но не был выбран. Позднее выступал за ряд команд НБЛ, но за каждую провёл лишь несколько игр. В конце 1940-х завершил карьеру, после чего возглавлял департамент отдыха в родном Беркли.